# (13260) Sabadell
(13260) Sabadell és un asteroide del cinturó principal descobert el 23 d'agost de 1998 per Ferran Casarramona i Antoni Vidal des de l'Observatori de la Montjoia, a prop de la vila de l'Estany. Anomenat amb el nom de Sabadell en honor de la ciutat que acull l'Agrupació Astronòmica de Sabadell, a la qual pertanyien els descobridors.